# Mesztegnyő
Mesztegnyő je obec v Maďarsku v župě Somogy. Její rozloha činí 44,71 km² a v roce 2024 zde žilo 1 262 obyvatel.
V obci je kostel z roku 1757.